# Beuzeville-au-Plain
Pour les articles homonymes, voir Beuzeville (homonymie).
Beuzeville-au-Plain est une ancienne commune française, située dans le département de la Manche en région Normandie, devenue le 1er janvier 2016 une commune déléguée au sein de la commune nouvelle de Sainte-Mère-Église.
Elle est peuplée de 41 habitants.

## Géographie
| Propre territoire de Sainte-Mère-Église | Ravenoville, Foucarville (comm. nouv. de Sainte-Mère-Église) | Foucarville (comm. nouv. de Sainte-Mère-Église) |
| Propre territoire de Sainte-Mère-Église | Beuzeville-au-Plain                                          | Saint-Germain-de-Varreville                     |
| Propre territoire de Sainte-Mère-Église | Propre territoire de Sainte-Mère-Église, Turqueville         | Saint-Germain-de-Varreville                     |

## Toponymie
Le nom de la localité est attesté sous la forme Bosavilla in plano en 1080.
Le toponyme Beuzeville est issu de l'anthroponyme germanique Boso,, et de l'ancien français vile dans son sens originel de « domaine rural » issu du latin villa rustica.
Le déterminant locatif, -au-Plain, fait référence à un petit territoire des environs de Sainte-Mère-Église qui avait autrefois formé le doyenné du Plain. Cette appellation est issue de l'ancien français plain « pleine campagne, plaine ». Voir également Angoville-au-Plain et Neuville-au-Plain.
Le gentilé est Beuzevillais.

## Histoire

### Antiquité
À l'époque gallo-romaine, pendant la Pax Romana et sous le règne d'Auguste, il est probable qu'une agglomération romaine secondaire voit le jour.

### Moyen Âge
Vers 1366, le village a pour seigneur Guillaume de Beuzeville, chevalier.
En 1458, comme déclaré par l'abbé de Fécamp, la paroisse, sis en la vicomté de Valognes, au bailliage de Cotentin était la possession de l'abbaye : « Item au baillage de Caen, (nous avons), la baronnie, terre et seigneurie d'Argences, lasquelle Baronnie s'estend au bailliage du Costentin, en la viconté de Valognes, aux paroisses de Quettehou, de Saint Vaast, de Ravenoville, de Beuzeville, de Digoville, de Montaigu et d'Illec Environ… ».
Foire annuelle de la Saint-Clément, déjà citée en 1237 et 1273.

### Temps modernes
À la fin du XVe ou au début du XVIe siècle, la paroisse a pour sieur Jean Simon († av. 1528), écuyer, sieur d'Aroult ou Arot en Appeville, de Beuzeville-au-Plain, Sainte-Mère-Église, Appeville et Rideauville.

### Époque contemporaine
Le village est libéré le 6 juin 1944.
Le 1er janvier 2016, Beuzeville-au-Plain rejoint avec trois autres communes la commune de Sainte-Mère-Église qui devient une commune nouvelle, régime juridique instauré par la loi no 2010-1563 du 16 décembre 2010 de réforme des collectivités territoriales. Les communes de Beuzeville-au-Plain, Chef-du-Pont, Écoquenéauville et Foucarville deviennent des communes déléguées et Sainte-Mère-Église, qui cumule le statut du commune nouvelle et commune déléguée, est le chef-lieu de la commune nouvelle.

## Politique et administration
| Période                                  | Période       | Identité        | Étiquette | Qualité |
| ---------------------------------------- | ------------- | --------------- | --------- | ------- |
| 1939                                     | 1983          | Hervé Lécuyer   |           |         |
| 1983                                     | 1992          | Henri Marguerie |           |         |
| 1992                                     | avril 2014    | Lucien Briard   | SE        |         |
| avril 2014                               | décembre 2015 | Olivier Osmont  | SE        |         |
| Les données manquantes sont à compléter. |               |                 |           |         |

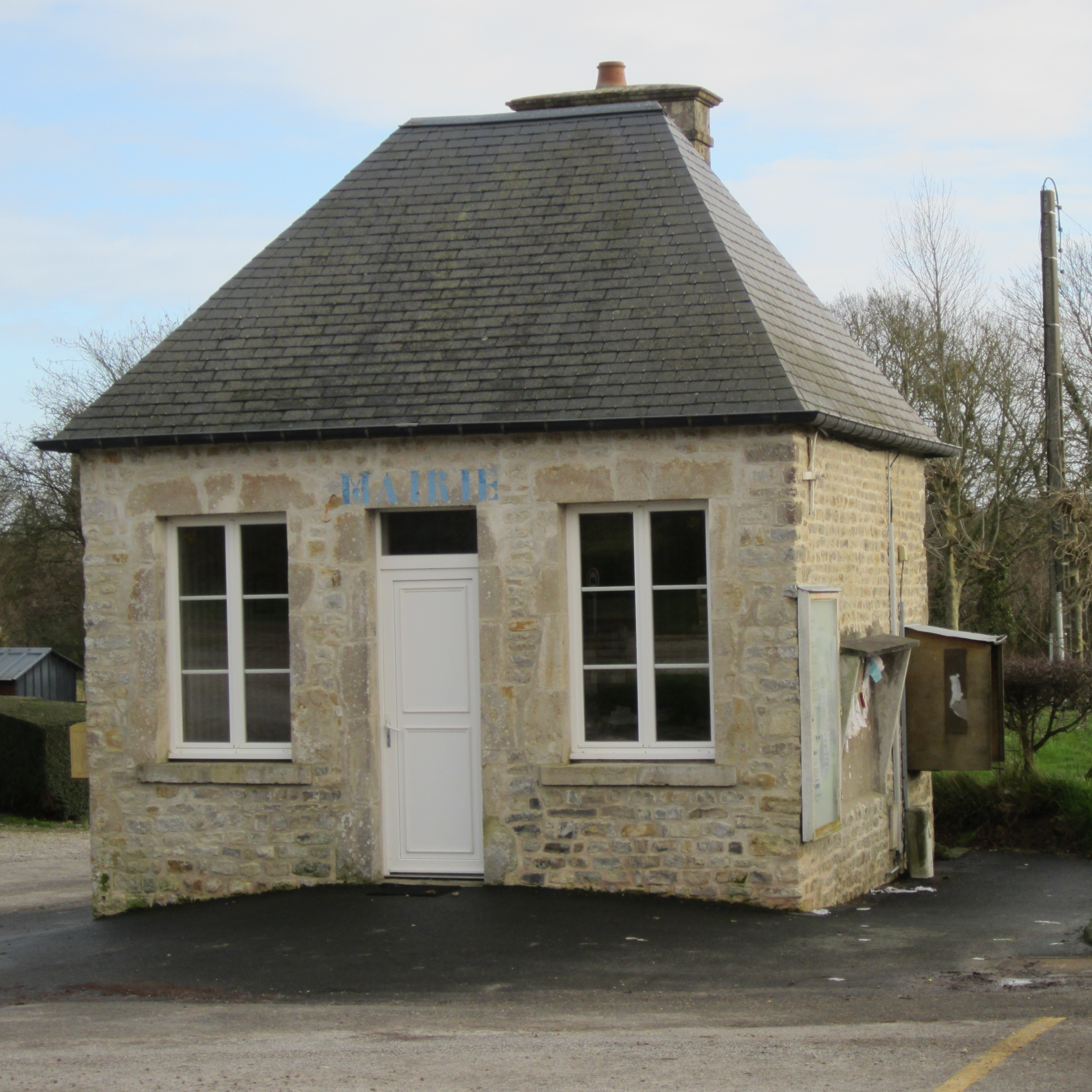
La mairie.

Le conseil municipal était composé de sept membres dont le maire et un adjoint. Ces conseillers intègrent au complet le conseil municipal de Sainte-Mère-Église le 1er janvier 2016 jusqu'en 2020 et Olivier Osmont devient maire délégué. Il est remplacé à cette date par Philippe Nekrassoff.

## Démographie
En 2021, la commune comptait 41 habitants. Depuis 2004, les enquêtes de recensement dans les communes de moins de 10 000 habitants ont lieu tous les cinq ans (en 2005, 2010, 2015, etc. pour Beuzeville-au-Plain) et les chiffres de population municipale légale des autres années sont des estimations.
Beuzeville-au-Plain a compté jusqu'à 120 habitants en 1836.
| 1793 | 1800 | 1806 | 1821 | 1831 | 1836 | 1841 | 1846 | 1851 |
| ---- | ---- | ---- | ---- | ---- | ---- | ---- | ---- | ---- |
| 78   | 76   | 80   | 102  | 108  | 120  | 102  | 107  | 81   |

| 1856 | 1861 | 1866 | 1872 | 1876 | 1881 | 1886 | 1891 | 1896 |
| ---- | ---- | ---- | ---- | ---- | ---- | ---- | ---- | ---- |
| 97   | 100  | 100  | 86   | 84   | 59   | 70   | 86   | 78   |

| 1901 | 1906 | 1911 | 1921 | 1926 | 1931 | 1936 | 1946 | 1954 |
| ---- | ---- | ---- | ---- | ---- | ---- | ---- | ---- | ---- |
| 78   | 88   | 74   | 92   | 88   | 74   | 72   | 66   | 62   |

| 1962 | 1968 | 1975 | 1982 | 1990 | 1999 | 2005 | 2010 | 2015 |
| ---- | ---- | ---- | ---- | ---- | ---- | ---- | ---- | ---- |
| 58   | 45   | 40   | 26   | 37   | 46   | 49   | 47   | 48   |

| 2018 | - | - | - | - | - | - | - | - |
| ---- | - | - | - | - | - | - | - | - |
| 47   | - | - | - | - | - | - | - | - |

## Économie
La commune se situe dans la zone géographique des appellations d'origine protégée (AOP) Beurre d'Isigny et Crème d'Isigny.

## Culture locale et patrimoine

### Lieux et monuments

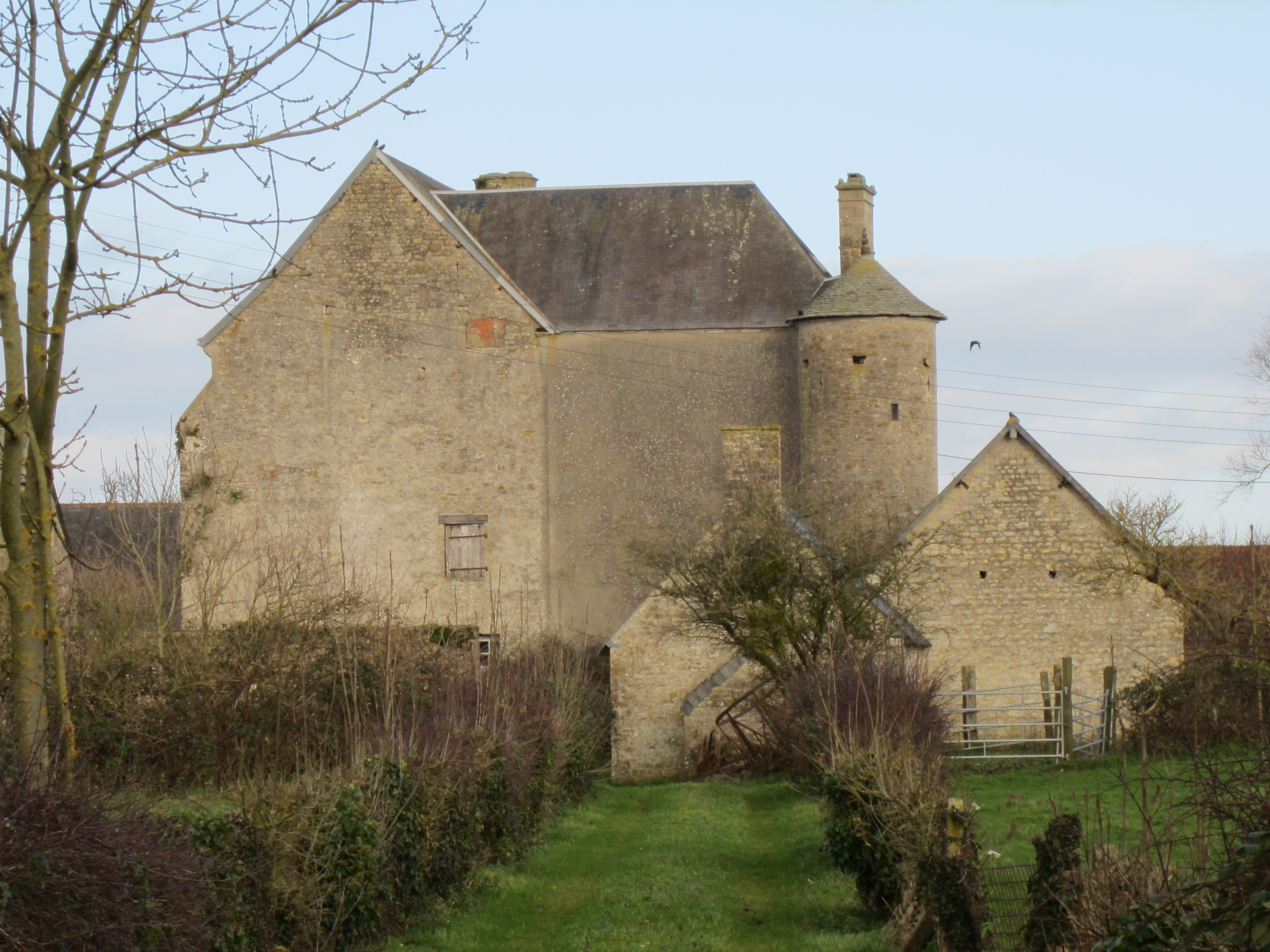
Le manoir de Mariéville.

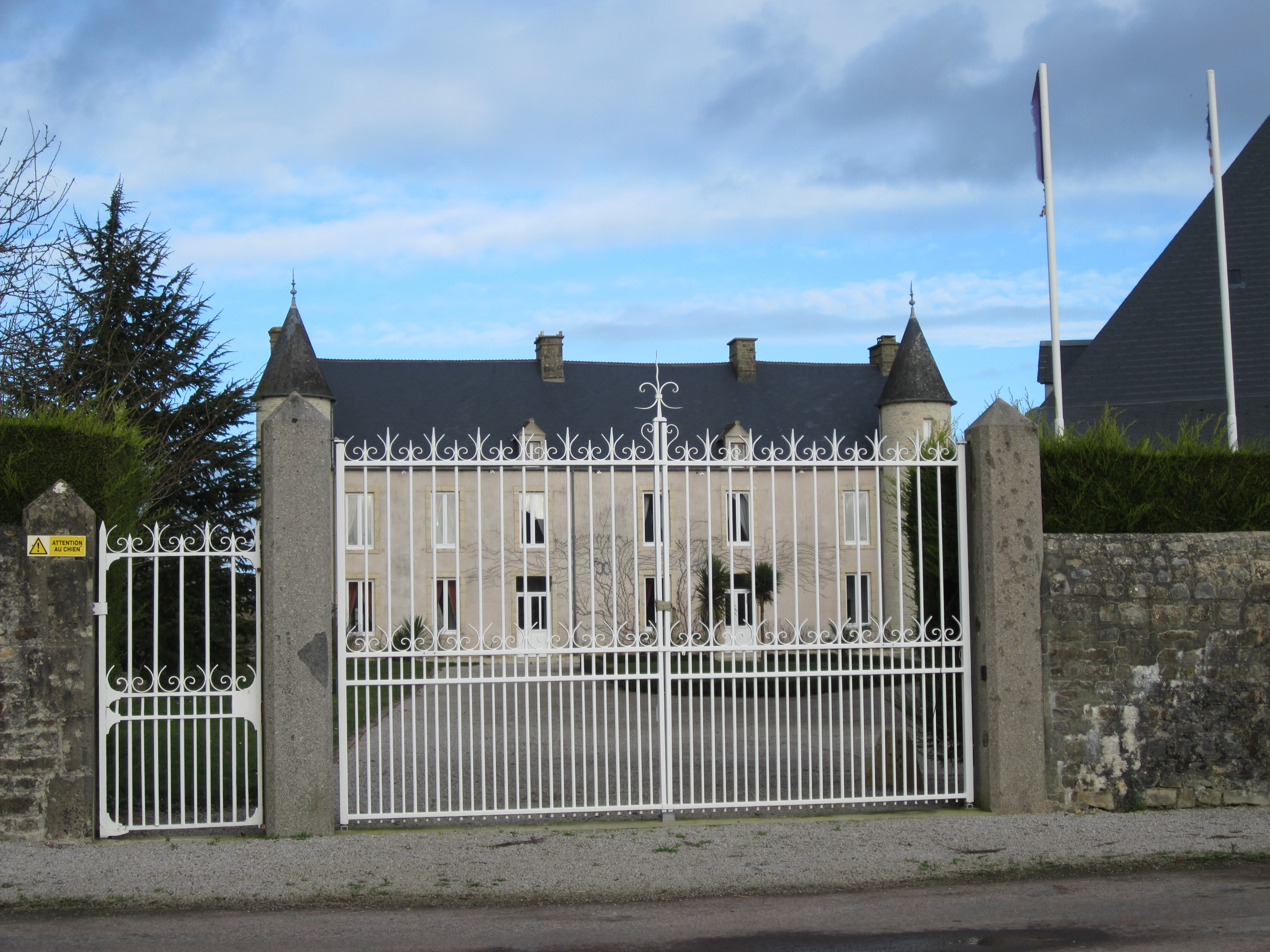
Le manoir d'Artilly.

- Église Saint-Brice des XIe, XIIIe – XIVe siècles, avec une nef romane et un clocher-mur en façade, inscrite au titre des monuments historiques par arrêté du 28 février 1967[17]. L'édifice est composé d'un chœur ogival retouché au XVIe plus haut que la nef qui part en arc triomphal. Le maitre-autel, deux bas-reliefs, un vitrail et une cloche sont classés au titre objet aux monuments historiques[18]. Sont également conservés un chemin de croix du XIXe, des fonts baptismaux du XVIIe, un retable de la Passion du XIVe et les statues de saint Nicolas du XVIe et saint Jacques du XVIIe[11].
- Croix de cimetière du XVIIe siècle.
- Château de Mariéville des XVIe – XVIIIe siècles — appelé aussi manoir ou château de Beuzeville — et communs, inscrits au titre des monuments historiques depuis le 25 août 2005[19] et à l'Inventaire général du patrimoine culturel[20]. Un des plus anciens de la région[réf. nécessaire], sur lequel les armoiries des Simon devenus Saint-Simon en 1585 sont visibles[11].
- Ferme-manoir d'Artilly des XVIe – XVIIIe siècles, avec sa cheminée et des tours d'angle. En 1944, Américains et Géorgiens de l'armée allemande se sont battus à l'arme blanche… sans reddition[11].
- Ancien presbytère du XVIIIe siècle.
- Mairie, probablement la petite du département de la Manche.
- Monument commémoratif des soldats alliés tués pour la libération du village.
- If funéraire du cimetière.

Le village n'a pas de monument aux morts et est, avec Thierville, une des communes de France à ne pas avoir perdu un citoyen pendant la Première Guerre mondiale. Le seul natif du village à être mort au combat est Bienaimé, Louis, Auguste Agnès : né le 6 août 1891, soldat de 2e classe au 25e régiment d'infanterie, il meurt « tué à l'ennemi » le 22 août 1914 à Châtelet. Le 11 novembre 2016, la place du village est renommée place Bienaimé-Agnès en sa mémoire.

### Personnalités liées à la commune
- Thomas Meehan III (1921-1944), officier américain, commandant de la Easy Company. Son avion s'est écrasé à proximité de la commune lors du parachutage de la 101e division aéroportée. Un monument commémoratif a été érigé dans le village.